# Kissed
Kissed è un film del 1996 diretto da Lynne Stopkewich.
Il soggetto è basato su un racconto breve di Barbara Gowdy, dal titolo We So Seldom Look On Love.
È stato presentato nella Quinzaine des Réalisateurs del 50º Festival di Cannes.

## Trama
Ossessionata e attratta dalla morte e dai cadaveri sin da quando era bambina, Sandra viene assunta in qualità di assistente del direttore, il signor Wallis, in una ditta di pompe funebri dove, a stretto contatto ogni giorno con le salme, sviluppa un'insana attrazione verso i cadaveri, arrivando a praticare atti necrofili. Sandra decide di rivelare la sua perversione al nuovo fidanzato Matt, condividendone il segreto. Ma l'ingombrante e insana passione lo fa sentire trascurato, fino a fargli decidere di ricorrere a un folle e risolutivo gesto d'amore, il suicidio, affinché, dopo la morte, Sandra possa occuparsi di lui come non ha voluto fare quando era in vita.

## Produzione
Al Sundance Film Festival, la regista Lynne Stopkewich ha affermato di aver letto la storia originale, We So Seldom Look on Love di Barbara Gowdy in una raccolta di racconti erotici per donne.

## Critica
- "Film messo in immagini dalla regista con toni romantici, tinte pastellate e un calmo distacco da entomologa. M. Parker è una necrofila inquietante e tenera". Commento del dizionario Morandini che assegna al film due stelle su cinque di giudizio.[3]
- "Una regista che ama il cinema di Jane Campion, ma non possiede la visionarietà necessaria a un argomento così truce e delicato". Commento del dizionario Farinotti che assegna al film due stelle su cinque di giudizio.[4]